# Momo (Zeichentrickserie)
Momo ist eine deutsche Zeichentrickserie aus dem Jahr 2003, die auf dem gleichnamigen Roman von Michael Ende basiert.

## Handlung
Das kleine Waisenmädchen Momo versteckt sich in einem Zug und springt ab als sie den Schaffner sieht. Dabei lernt sie die kleine Schildkröte Cassiopeia kennen, die sie zukünftig begleitet und lebt fortan in den Ruinen eines Amphitheaters am Rande der Stadt. Gemeinsam lernen sie die Kinder der Stadt kennen und treffen auf den Straßenkehrer Beppo, der in Momo die Gabe sieht Menschen zu verzaubern und das Beste in ihnen hervorzubringen. 
Allerdings versuchen die mysteriösen grauen Herren, die in der Zeit immer öfter erscheinen und andauernd Zigarren rauchen, den Menschen ihre Zeit zu stehlen. So belügen und überreden sie sie, ihre Lebenszeit bei einer Zeitsparkasse zu deponieren und alle beginnen von dort an wie besessen zu arbeiten, um Zeit zu sparen. Besonders abgezielt haben sie es dabei auf die Erwachsenen, da sie die Kinder schwerer erreichen. Momo versucht sich jedoch gegen die Machenschaften der grauen Herren zu wehren und ihre Freunde zurückzugewinnen und zu befreien. 
Als die Welt schon sehr grau geworden ist führt die weise Schildkröte Cassiopeia Momo in das Reich des Meister Hora, welcher ein Hüter der Zeit ist und Momo einige Dinge erklärt. Um schlimmeres zu verhindern, macht sie sich auf den Weg in das Hauptquartier der Zeitdiebe und versucht ihre Pläne zu durchkreuzen.

## Charaktere
Zusätzlich treten in der Zeichentrickserie noch der Hahn und die Eule als weitere Haustiere Meister Horas in Erscheinung. Der Hahn ist der Wächter des Tages und die weise Eule die Wächterin der Nacht. Des Weiteren haben die Kinder auch andere Namen als im Roman und Gigi wird selbst eher als eines der Kinder oder junger Teenager dargestellt und nicht als junger Mann wie im Roman.

## Produktion und Veröffentlichung
Produziert wurde die Serie von KirchMedia und der Trickompany Filmproduktion. Am Storyboard arbeiten außerdem Blue Toe Productions und Milímetros S.A. Animationen stammen außerdem von Wang Film Productions.
Das Drehbuch wurde von Christine Groß, Charlotte Habersack, Kurt Haderer, Marion Hohenfeld, Claudia Kaiser und Marc Hillefeld verfasst. Regie führte Choem Burke. Insgesamt wurden 26 Folgen produziert.
Erstmals ausgestrahlt wurde am 31. Oktober 2003 das 55-minütige Special Ein Mädchen namens Momo – Der Beginn einer Reise ins Reich der Zeit auf dem Fernsehsender KiKA. Die Serie startete erstmals am 3. November 2003 und ist ein Spin Off des 2001 veröffentlichten italienischen Zeichentrickfilms Momo alla conquista del tempo. Weitere Ausstrahlungen der Serie im deutschsprachigen Fernsehen erfolgten ebenfalls auf den Fernsehsendern Junior und TV24. Die Serie wurde ebenfalls auf DVD und VHS veröffentlicht und war in dem Video-on-Demand-Dienst Kividoo enthalten.

## Synchronisation
| Rolle        | Sprecher              |
| ------------ | --------------------- |
| Momo         | Victoria Frenz        |
| Gigi         | Wilhelm Garth         |
| Nino         | Roland Hemmo          |
| Direktor     | Jürgen Thormann       |
| Beppo        | Wolfgang Völz         |
| Meister Hora | Friedrich Schönfelder |
| Buchhalter   | Eberhard Prüter       |

## Episodenliste
| Folge | Titel                                    | Erstausstrahlung  |
| 1     | Ein Mädchen namens Momo                  | 3. November 2003  |
| 2     | Wo soll Momo wohnen?                     | 4. November 2003  |
| 3     | Momo und der graue Besucher              | 5. November 2003  |
| 4     | Momo und die Südseeprinzessin            | 6. November 2003  |
| 5     | Momo in der Schule                       | 7. November 2003  |
| 6     | Momo schlichtet einen Streit             | 10. November 2003 |
| 7     | Momo und der graue Sonntag               | 11. November 2003 |
| 8     | Momo und die Puppe                       | 12. November 2003 |
| 9     | Momo und der Jahrmarkt der grauen Herren | 13. November 2003 |
| 10    | Momo und die Kinder-Demo                 | 14. November 2003 |
| 11    | Momo in Gefahr                           | 17. November 2003 |
| 12    | Momo auf der Flucht                      | 18. November 2003 |
| 13    | Momo im Haus der Zeit                    | 19. November 2003 |
| 14    | Momo und die Stundenblumen               | 20. November 2003 |
| 15    | Momo ist wieder da                       | 21. November 2003 |
| 16    | Momo sucht ihre Freunde                  | 24. November 2003 |
| 17    | Momo und Gigi                            | 25. November 2003 |
| 18    | Momo ist nicht zu fassen                 | 26. November 2003 |
| 19    | Momo braucht Hilfe                       | 27. November 2003 |
| 20    | Momo sucht nach Cassiopeia               | 28. November 2003 |
| 21    | Momo rettet Livias Geburtstag            | 1. Dezember 2003  |
| 22    | Momo ganz allein                         | 2. Dezember 2003  |
| 23    | Momo und das Angebot der grauen Herren   | 3. Dezember 2003  |
| 24    | Momos Entscheidung                       | 4. Dezember 2003  |
| 25    | Momos große Stunde                       | 5. Dezember 2003  |
| 26    | Momo gegen die grauen Herren             | 8. Dezember 2003  |